# Pocrnela burma
Pocrnela burma är Indira Radićs tionde studioalbum, utgiven på Grand Production, år 2002.

## Låtlista
1. Pocrnela burma (Svärtad vigselring)
2. Dužan si mi dva života (Du är skyldig mig två liv)
3. Lopov (Tjuv) (duett med Alen Islamović)
4. Izdao me neko (Någon har lämnat mig)
5. Kaži kako živiš (Berätta hur du bor)
6. Ratovanje (Krigföring)
7. Agonija (Vånda)
8. Preko preko (Genom över)
9. Sve su iste pesme moje (Alla mina låtar är likadana)
10. Uzmi sve mi uzmi (Ta mitt allt)